# 莱当
莱当（法語：Les Damps，法語發音：[le dɑ̃]）是法国厄尔省的一个市镇，位于该省北部偏东，属于莱桑德利区。

## 地理
莱当（49°18'5"N, 1°10'20"E）面积4.74 平方千米，位于法国诺曼底大区厄尔省，该省份为法国北部内陆省份，北起滨海塞纳省，西接奧恩省和卡爾瓦多斯省，南至厄尔-卢瓦省，东临瓦兹省、瓦兹河谷省和伊夫林省。
与莱当接壤的市镇（或旧市镇、城区）包括：阿利宰、莱里、勒马努瓦尔、蓬德拉尔什。

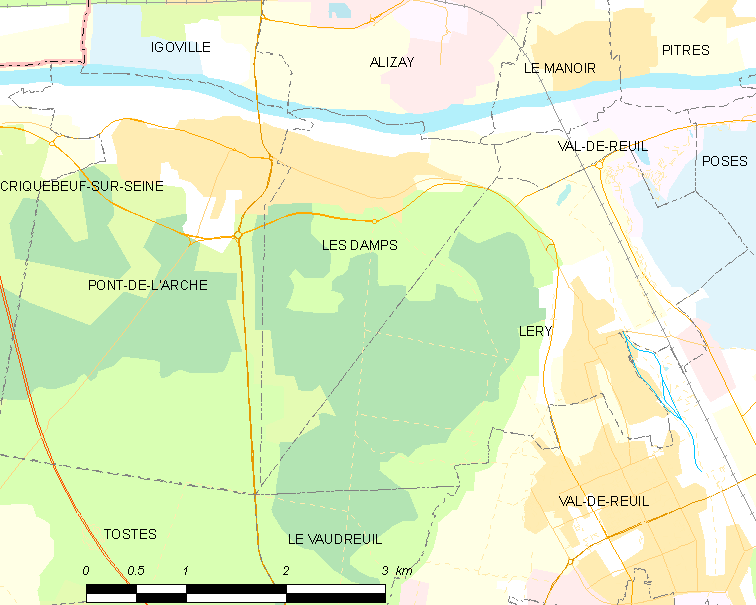
莱当的OSM定位图

莱当的时区为UTC+01:00、UTC+02:00（夏令时）。

## 行政
莱当的邮政编码为27340，INSEE市镇编码为27196。

## 政治
莱当所属的省级选区为蓬德拉尔什县。

## 人口

1962-2008年间莱当人口变化图示

莱当于2022年1月1日时的人口数量为1335人。